# 黄菊波
黄菊波（1930年—2002年），男，汉族，上海川沙人，中国财政经济学家，曾任西南财经大学教授、博士生导师，中国财政学会理事。